# Saint-Jacques-des-Arrêts
Saint-Jacques-des-Arrêts foi uma comuna francesa na região administrativa de Auvérnia-Ródano-Alpes, no departamento de Ródano. Estendia-se por uma área de 7,47 km². Em 2010 a comuna tinha 110 habitantes (densidade: 14,7 hab./km²).
Em 1 de janeiro de 2019, passou a formar parte da nova comuna de Deux-Grosnes.